# Tuula Mattsson
Tuula Mattsson, född 1949 är en åländsk politiker (liberal).

## Politiska uppdrag
- Trafik- och polisminister, Ålands landskapsregering 2003–2005
- Ledamot av Mariehamns stadsfullmäktige 1998–2003
- Ledamot av Mariehamns stadsstyrelse 1992–1997